# Ivanhoe (Minnesota)
Ivanhoe é uma cidade localizada no estado americano de Minnesota, no Condado de Lincoln.

## Demografia
Segundo o censo americano de 2000, a sua população era de 679 habitantes.
Em 2006, foi estimada uma população de 604, um decréscimo de 75 (-11.0%).

## Geografia
De acordo com o United States Census Bureau tem uma área de 2,4 km², dos quais 2,4 km² cobertos por terra e 0,0 km² cobertos por água.

## Localidades na vizinhança
O diagrama seguinte representa as localidades num raio de 24 km ao redor de Ivanhoe.